# Энергетика США
Энергетика США — отрасль американской экономики (промышленности), совокупность подсистем, служащих для преобразования, распределения и использования энергетических ресурсов всех видов.
Вопросами энергетики страны занимается Министерство энергетики США.
США являются вторым крупнейшим в мире производителем и потребителем энергии (после Китая). Занимают первое место в мире по добыче природного газа, по запасам угля (27 % мировых запасов), добыче и потреблению нефти, производству и экспорту нефтепродуктов

## История
Вплоть до конца XIX века основным источником энергии в США служили дрова, в среднем 1 американец сжигал 8 тонн дров в год. Начиная со второй половины XIX века дрова постепенно начали вытесняться углем, он использовался как непосредственно для нагрева, так и газифицировался для передачи по газопроводам, в частности для уличного освещения. В 1859 году в Пенсильвании была пробурена первая в США успешная нефтяная скважина; до конца XIX и большую часть XX века США лидировали в мире по добыче нефти. 4 сентября 1881 года начала работу первая электростанция в Нью-Йорке, сконструированная по проекту Томаса Эдисона; первая электростанция в мире начала работу всего несколькими месяцами ранее в Лондоне, она также была спроектирована Эдисоном. Электрические компании начали в большом количестве появляется в крупных городах США. В 1920-х годах ускорился процесс их укрупнения, к концу десятилетия 1 % электрических компаний контролировал 84 % электроэнергетики страны; было поглощено 3744 компании и сформировано несколько крупных энергетических холдингов, которые, как правило, имели интересы и в смежных отраслях, таких как электротранспорт и производство электробытовой техники. В 1935 году был принят закон о холдингах в коммунальном хозяйстве (Public Utility Holding Company Act), который ограничивал размеры энергетических холдингов.
После Второй мировой войны энергетический сектор США претерпел значительные изменения. К началу 1950-х годов все электроэнергетические компании перешли на переменный ток (до этого некоторые использовали постоянный); газовые компании начали переход с угольного газа на природный, что потребовало почти полной замены инфраструктуры; быстро росло энергопотребление в связи с началом массового распространения электроприборов, таких как кондиционеры и телевизоры; быстро росло количество автомобилей, и, как следствие, потребность в нефтепродуктах. В 1957 году был запущен первый экспериментальный атомный реактор, в 1960-х годах многие энергетические компании начали строительство АЭС.
Нефтяной кризис 1973 года оказал большое влияние на энергетику США, поскольку страна сильно зависела от импорта нефти, которая использовалась не только для получения нефтепродуктов, но и как топливо для тепловых электростанций. Кризис ускорил процесс строительства АЭС, большинство из них были построены именно в 1970-х годах, однако черту под увлечением «мирным атомом» подвела авария на АЭС Три-Майл-Айленд в 1979 году; хотя после этого в США в эксплуатацию было введено 50 новых реакторов, почти все они были проектами, начатыми в 1970-х годах. Отказу от развития атомной энергетики способствовало и падение цен на нефть, вызванная кризисом её перепроизводства в 1980-х годах. С начала 1970-х годов годов началось освоение месторождений нефти на Аляске (Прадхо-Бей и другие), с начала 1980-х по начало 2000-х годов на Аляску приходилось около пятой части добываемой в США нефти, потом её доля начала быстро падать.
Важным событием конца 1990-х годов была дерегуляция рынка коммунальных услуг. Реформа предусматривала замену естественных энергетических монополий на ряд специализированных компаний, которые бы конкурировали между собой; отдельные компании должны заниматься производством электроэнергии, обслуживанием линий электропередач и распределением электроэнергии между потребителями. Реформа имела значительные недостатки, которые наиболее ярко проявились в Калифорнии, где начался продлившийся несколько лет энергетический кризис. Генерирующим компаниям оказалось выгодней сокращать производство электроэнергии в периоды пиковой нагрузки для того, чтобы продавать её по завышенной цене (порой в несколько раз выше, чем фиксированная цена для конечных потребителей). В результате реформы обанкротилась несколько энергетических компаний, крупнейшая из них — Enron.
В середине 2000-х годов в США началась так называемая сланцевая революция, новые технологии позволили начать в большом количестве добычу сланцевого газа; уже в 2009 году США вышли на первое место в мире по добыче природного газа, обойдя Россию, что привело к падению цены на него, особенно на внутреннем рынке. Природный газ стал основным источником энергии в стране, на него приходится треть в энергетическом балансе.

## Производство и потребление энергоносителей

EES EAEC. Структура производства первичной энергии в 2019 году

EES EAEC. Структура потребления первичной энергии в США 2019 году

В соответствии с данными EIA и EES EAEC производство и потребление первичной энергии в США за 2019 год составило соответственно 3647,3 млн и 3610,4 млн тут (тонн условного топлива).
Статистика по данным Книги фактов ЦРУ:
- установленная мощность электростанций — 1,143 млрд кВт (2020)
- потребление электроэнергии — 3,898 трлн кВт-ч (2020)
- экспорт электроэнергии — 14,13 млрд кВт-ч (2020)
- импорт электроэнергии — 61,45 млрд кВт-ч (2020)
- потери при передаче — 198,1 млрд кВт-ч (2020)
- источники производства электроэнергии (установленная мощность):
  - ископаемое топливо — 59,9 %
  - атомная энергетика — 19,5 %
  - солнечная энергетика — 3,2 %
  - ветряная энергетика — 8,3 %
  - гидроэлектростанции — 7,0 %
  - геотермальные электростанции — 0,4 %
  - биомасса и отходы — 1,7 %
- уголь — добыча составляет 495 млн т в год, потребление — 442 млн т, запасы — 228,7 млрд т
- нефть — добыча 17,9 млн баррелей в день, экспорт — 2,05 млн баррелей, импорт — 7,77 млн баррелей, запасы — 47,1 млрд баррелей
- потребление нефтепродуктов — 20,5 млн баррелей в день
- экспорт нефтепродуктов — 5,2 млн баррелей в день, импорт — 2,2 млн баррелей
- природный газ:
  - добыча — 967 млрд м³ в год
  - потребление — 858 млрд м³
  - экспорт — 188 млрд м³
  - импорт — 79,5 млрд м³
  - доказанные запасы — 13,18 трлн м³
- выбросы углекислого газа — 5,14 млрд т в год (2-е место в мире)
- потребление энергии на душу населения — 304,4 млн БТЕ (288 млрд Дж, 11-е место в мире)

## Электроэнергетика
Электрические станции США на конец 2019 года характеризуются следующим парком генераторов:
| Таблица. Парк генераторов США — количество, выработка и установленная мощность, паспортная, летняя и зимняя на конец 2019 года | |                       |                                               |                                               |                                               |
| Энергоноситель (вид энергии), тип электростанции                                                                               | Количество генераторов                                                                                                 | Выработка, млрд кВт-ч | Установленная мощность-нетто генераторов, МВт | Установленная мощность-нетто генераторов, МВт | Установленная мощность-нетто генераторов, МВт |
| Энергоноситель (вид энергии), тип электростанции                                                                               | Количество генераторов                                                                                                 | Выработка, млрд кВт-ч | Паспортная                                    | Летняя                                        | Зимняя                                        |
| Уголь | 668 | 829                   | 248 286                                       | 228 657                                       | 229 624                                       |
| Нефтепродукты | 3 691 | 23                    | 36 120                                        | 31 400                                        | 33 728                                        |
| Природный газ | 6 020 | 1689                  | 542 413                                       | 476 567                                       | 511 196                                       |
| Другие газы | 91 | 12                    | 351 790                                       | 218 814                                       | 237 775                                       |
| ГЭС обычные | 4 014 | 262                   | 79 787                                        | 79 773                                        | 79 172                                        |
| ГАЭС | 153 | -6                    | 21 871                                        | 22 778                                        | 22 599                                        |
| АЭС | 96 | 772                   | 102 877                                       | 98 119                                        | 100 142                                       |
| Другие ВИЭ, из которых: | 7 743 |                       | 160 873                                       | 156 708                                       | 156 792                                       |
| ВЭС | 1354 | 435                   | 104 334                                       | 103 571                                       | 103 668                                       |
| СЭС | 3967 | 146                   | 37 788                                        | 37 468                                        | 36 865                                        |
| ГеоТЭС | 172 | 17                    | 711 919                                       | 239 326                                       | 388 314                                       |
| Древесина, биомасса | 2167 | 37                    | 12 349                                        | 10 993                                        | 11 162                                        |
| Муниципальные отходы | 83 | 17                    | 2 553                                         | 2 121                                         | 2 134                                         |
| Другие источники | 255 |                       | 2 826                                         | 2 606                                         | 2 657                                         |
| Итого | 22 731 | 4243                  | 1 197 917                                     | 1 099 109                                     | 1 138 459                                     |
| | Данные в этой статье приведены по состоянию на 2019 год. Вы можете помочь, обновив информацию в статье. (18 июля 2023) |                       |                                               |                                               |                                               |

Средняя стоимость электроэнергии в 2022 году составляла 13 центов за кВт-ч (15 центов для домохозяйств, 8 центов для промышленности).

## Атомная энергетика
История развития атомной энергетики США берет свое начало 1 января 1954 года, когда было начато строительство реактора типа BWR (Boiling Water Reactor) установленной мощностью 24 МВт. Этот первый реактор был введен в промышленную эксплуатацию 19 октября 1957 года и выведен из эксплуатации 9 декабря 1963 года.
Почти все действующие АЭС были построены в период 1967—1990 годов, новые проекты АЭС были запущены лишь в 2013 году.
По состоянию на ноябрь 2021 в стране продолжается строительство 2-х новых реакторов, общей мощностью 2,5 ГВт. От постройки ещё 2 реакторов AP1000 (Virgil C. Summer 2 и 3) принято решение отказаться, из-за двукратного удорожания сметы и нежелания сторон нести дополнительные расходы.
Топливо для АЭС (оксид урана) в 1960-х и 1970-х годах в основном производилось в США, в последующие десятилетия собственное производство резко сократилось, топливо импортируется. Потребность в топливе составляет около 20 тыс. т в год, запас топлива составляет 64 тыс. т.
В 2024 г. США решили отказаться от импорта урана из России и восстановить собственное производство ядерного топлива (Россия стала одним из лидеров по его поставкам в США благодаря программе переработки советского ядерного оружия) и ищут альтернативных поставщиков урана для реакторов следующего поколения вместо России.

## Уголь

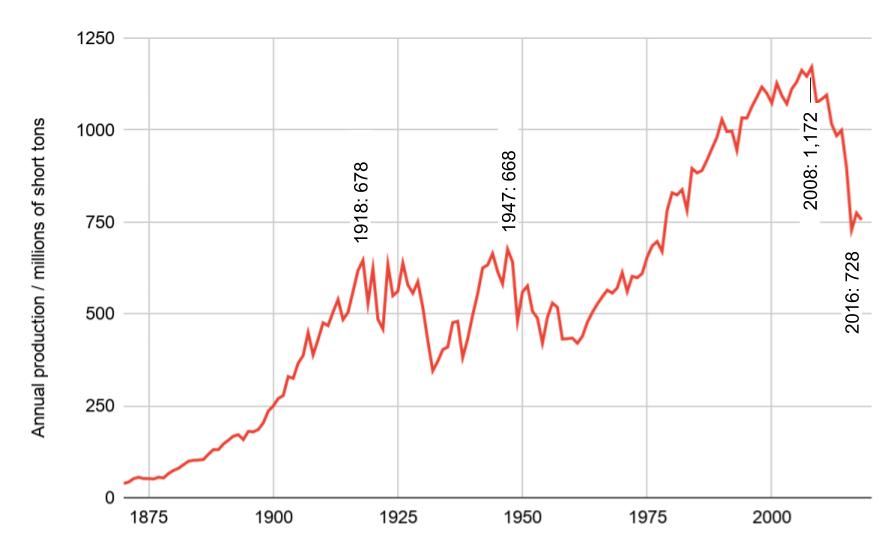
Добыча угля в США с 1870 по 2018 год

США занимают первое место в мире по запасам угля и четвёртое по его добыче. США являются экспортёром угля, в основном в Европу и Китай. В стране три основных угледобывающих региона: Западный (Вайоминг, Монтана, Колорадо и Юта), Аппалачский (Пенсильвания, Западная Виргиния, Виргиния, Огайо, Мэриленд, Кентукки, Теннеси и Алабама) и Внутренний (Иллинойс, Техас, Луизиана).
Половина металлургического угля добывается в штате Западная Виргиния. Крупнейший в мире угольный разрез находится в штате Вайоминг, это Норс-Антелоп-Рошель (North Antelope Rochelle Mine), на нём в 2022 году было добыто 60,4 млн т угля, а запасы угля на конец года составляли 1,4 млрд т.
По состоянию на 2022 год в угледобывающей отрасли было занято около 40 тыс. человек (максимум был в 1923 году — 863 тыс.).

## Нефть и газ
В 2022 году средний уровень добычи нефти составлял 17,8 млн баррелей в день (из них 5,9 млн баррелей — газовый конденсат). Начиная с 2020 года экспорт нефти превышает импорт (в 2022 году 9,6 млн и 8,3 млн баррелей в день соответственно); около половины импорта нефти приходится на Канаду (4,35 млн баррелей), далее следуют Мексика (0,81 млн баррелей), Саудовская Аравия (0,56 млн баррелей), Ирак (0,31 млн баррелей), Колумбия (0,24 млн баррелей), Бразилия (0,19 млн баррелей), Эквадор (0,16 млн баррелей); основные направления экспорта — Мексика (1,17 млн), Канада (0,84 млн), Китай (0,63 млн), Нидерланды (0,55 млн), Южная Корея (0,54 млн), Япония (0,51 млн), Индия (0,51 млн), Великобритания (0,44 млн), Сингапур (0,41 млн), Бразилия (0,41 млн). Средний уровень производства нефтепродуктов составляет 20,3 млн баррелей в день. Производство биотоплива — 1,2 млн баррелей в день.
Добыча природного газа за 2022 год составляла 1,23 трлн м³, потребление — 0,91 трлн м³. Импорт газа — 85,6 млрд м³, а экспорт — 195 млрд м³. Практически весь импорт приходится на Канаду, а экспортируется в Мексику (58,9 млрд м³), Канаду (27,2 млрд м³), Францию (16,2 млрд м³), Испанию (12,1 млрд м³), Великобританию (11,4 млрд м³), Южную Корею (8,3 млрд м³), Японию (5,9 млрд м³), Турцию (5,4 млрд м³). Запас газа в подземных хранилищах — 209 млрд м³.
Среди крупнейших месторождений по состоянию на конец 2020 года:
- Пермский бассейн — Техас и Нью-Мексико, нефтегазоносный бассейн; запасы нефти 14,8 млрд баррелей, добыча 3,9 млн барр. в день, запасы газа 2,1 трлн м³, добыча 164 млрд м³ в год.
- Баккеновская формация — Северная Дакота и Монтана; запасы нефти 4,38 млрд баррелей, добыча 1,09 млн барр. в день.
- Игл-Форд (Eagle Ford Group) — Техас, сланцевые нефть и газ, эксплуатируется с 2008 года, запасы нефти 3,6 млрд баррелей, добыча 1 млн барр. в день, запасы газа 850 млрд м³, добыча 54 млрд м³ в год.
- Аппалачский бассейн (формация Марселлус, (Marcellus Formation)) — Пенсильвания и Западная Виргиния, сланцевый газ, запасы 4,1 трлн м³, добыча 280 млрд м³ в год.
- Хэйнсвилл (Haynesville Shale) — Луизиана и Техас, сланцевый газ; запасы 1,6 трлн м³, добыча 122 млрд м³ в год.

## Возобновляемая энергетика
Возобновляемая энергетика в США представлена такими направлениями, как гидроэнергетика, ветроэнергетика, гелиоэнергетика, тепловые электростанции на биомассе и геотермальная энергетика.
Наибольшее развитие получила ветроэнергетика США: её доля в 2022 году превышала 9 % по показателю установленной мощности и 6 % в общем объёме производства электроэнергии, с 2019 года она превосходит гидроэнергетику. Крупнейшими ветряными электростанциями в США являются «Альта» (1,55 ГВт, Калифорния), «Лос-Вьентос» (910 МВт, Техас), «Шепхердс-Флэт» (845 МВт, Орегон), «Роско» (781 МВт, Техас) и «Хорс-Холлоу» (736 МВт, Техас).
Гидроэнергетика в США начала развиваться ещё в начале XX века, в течение века были реализованы масштабные гидротехнические проекты, такие как Плотина Гувера мощностью 2,1 ГВт на границе штатов Невада и Аризона, несколько плотин в штате Вашингтон (Гранд-Кули (6,8 ГВт), Плотина Чиф-Джозеф (2,6 ГВт), Плотина Джона Дэя (2,16 ГВт), а также Дамба Те-Далс (1,88 ГВт, Орегон), Роберт Мозес Ниагара (2,52 ГВт, штат Нью-Йорк). Бас-Каунти в штате Виргиния до 2021 года была крупнейшей в мире гидроаккумулирующей электростанцией (3 ГВт). По установленной мощности ГЭС США занимают 4-е место в мире после Китая, Канады и Бразилии.
Начиная с 2010 года быстрыми темпами развивается солнечная энергетика, средний прирост составляет 33 % в год. По состоянию на 2022 год установленная мощность солнечных электростанций составляла 140 ГВт; по этому показателя США уступают только Китаю и Евросоюзу. Росту способствуют государственные субсидии и удешевление солнечных панелей, основной сдерживающий фактор — почти полная зависимость от фотоэлектрической промышленности КНР. Крупнейшие солнечные электростанции: Solar Star (579 МВт, Калифорния), Topaz Solar Farm (580 МВт, Калифорния), Ivanpah Solar (392 МВт, Калифорния), Agua Caliente (290 МВт, Аризона), Crescent Dunes (110 МВт, Невада), Desert Sunlight (550 МВт, Калифорния), Copper Mountain Solar Facility (552 МВт, Невада), California Valley (292 МВт, Калифорния), Antelope Valley (230 МВт, Калифорния), Mount Signal Solar (594 МВт, Калифорния). Около четверти вырабатываемой энергии приходится на малую энергетику (солнечные панели на крышах домов, автозаправках и др.).
В 2023 году инвестиции США в ветровые и солнечные электростанции достигли рекордного уровня. 
На биомассу приходится 1,4 % производства электроэнергии. Биомасса включает отходы деревообрабатывающей и целлюлозно-бумажной промышленностей, биогаз, жидкое топливо органического происхождения.
Геотермальная энергетика в основном представлена крупнейшим в мире геотермальным комплексом The Geysers в Калифорнии близ Сан-Франциско, эксплуатируемым с 1960 года; комплекс включает 22 геотермальные электростанции общей мощностью 1,5 ГВт. Другие геотермальные электростанции имеются в Неваде, Юте и некоторых других западных штатах.

## Энергетические компании
Среди крупнейших нефтегазовых компаний мира значительно присутствие компаний из США, ведущими из них являются ExxonMobil, Chevron Corporation, Marathon Petroleum, Valero Energy, Phillips 66, Energy Transfer Partners, ConocoPhillips и другие.
Основными угледобывающими компаниями являются Peabody и Arch Resources.
Среди компаний электроэнергетики и газоснабжения крупнейшими являются AES Corporation, American Electric Power, CenterPoint Energy, Consolidated Edison, Dominion Energy, Duke Energy, Edison International, Exelon, FirstEnergy, NextEra Energy, Xcel Energy.

## Потребление энергии
В 2022 году 37 % первичной энергии шло на производство электроэнергии. Крупнейшим потребителем первичной энергии является промышленность — 33 %, далее следуют транспорт — 28 %, домохозяйства — 22 %, коммерческие предприятия — 18 %.